# Phalonidia charagmophora
Phalonidia charagmophora es una especie de polilla del género Phalonidia, categorizada en la tribu Cochylini, de la subfamilia Tortricinae.
Fue descrita por Razowski en 1999 y publicada en Polskie Pismo Ent. 68: 64. Se distribuye por América Central: Costa Rica, al sureste del distrito de San Vito.